# Цициновский, Армен Янович
Армен Янович Цициновский — молдавский предприниматель, основатель и руководитель компании «ARAX», интернет провайдера и поставщика услуг цифрового телевидения в Республике Молдова. Родился 12 ноября 1964 года в Ереване. Сын советского театрального режиссёра Яна Станиславовича Цициновского и Екатерины Григорьевны Орловой. Оказал влияние на развитие рынка услуг электронных коммуникаций Республики Молдова. Участвовал в разработке и реализации национальных стратегий в области цифровизации и телекоммуникаций. В 2017 году Армен Янович Цициновский стал членом Экономического совета при президенте Молдовы, поддерживающий инициативы по улучшению инвестиционного климата и развитию предпринимательства.

## Биография
Родился 12 ноября 1964 года в Ереване. Армен Цициновский — сын известного советского режиссера Яна Станиславовича Цициновского и Екатерины Орловой. Женат на Лии Цициновской, имеет трех дочерей — Наталью, Екатерину и Анну.

## Карьера
- Основание ARAX: В 1992 году Армен Цициновский основывает и возглавляет компанию ARAX, которая занимается предоставлением телекоммуникационных услуг, включая интернет и цифровое телевидение в Республике Молдова. Компания развивает сети широкополосного доступа в мун.Кишинёве и прилегающих населенных пунктах.
- Реформы в области телекоммуникаций: Начиная с 2000-х принимает участие в реформировании сектора телекоммуникационных услуг Республики Молдова. В составе рабочей группы в рамках процедуры публичных консультаций, работал над проектом Закона об электронных коммуникациях 2007 года и внедрением плана по портируемости телефонных номеров совместно с Национальным агентством по регулированию в области электронных коммуникаций (НАРЭИ).
- Экономический совет при президенте: В 2017 году Армен Янович Цициновский был назначен в Экономический совет при Президенте Республики Молдова, созданный для содействия развитию экономики и улучшения условий для бизнеса.

## Интервью и публичные выступления
В 2019 году Армен Цициновский дал интервью молдавскому журналисту Павлу Зингану, в котором обсудил пути развития компании «ARAX», ключевые вызовы и перспективы отрасли. Он рассказал, как компания адаптировалась к изменениям на рынке телекоммуникаций, пройдя через эволюцию мобильных сетей 2G, 3G и 4G, а также готовясь к приходу 5G, при этом активно конкурируя с ними за счет развития высокоскоростной оптоволоконной инфраструктуры FTTx. Армен Цициновский также отметил важность цифровизации и использования новых технологий для предоставления высококачественных услуг и повышения доступности интернета и телевидения для пользователей Молдовы.

## Социальная ответственность и экологические инициативы
Армен Цициновский активно занимается вопросами социальной ответственности и внедрением экологических инициатив в Молдове. Компания «ARAX», под его руководством, поддерживает использование возобновляемых источников энергии и применение инновационных технологий для снижения экологического воздействия и углеродного следа.

## Награды и признание
Под руководством Армена Цициновского компания «ARAX» была отмечена наградами, включая «Марка года» от Notorium в 2018-2022 годах, а также от Торгово-промышленной палаты Молдовы в 2017–2020 годах.